# Partido Socialista Alemão
O Partido Socialista Alemão (German: Deutschsozialistische Partei, DSP) foi um partido de extrema-direita e nacionalista da Alemanha durante os primeiros anos da República de Weimar. Fundado em 1918, o seu objectivo era uma ideologia que combinasse os elementos do Movimento Völkisch, do Movimento Revolucionário Conservador e do Estado Social Bismarckiano. Contudo, o partido nunca passou de um pequeno partido: após ter sido dissolvido em 1922, muitos dos seus membros juntaram-se ao semelhante Partido Nazi (NSDAP). Esse partido na época rejeitou a filiação de Adolf Hitler antes dele entrar no Partido Nazi.
O DSP era fortemente influenciado pelo anti-semitismo da Sociedade Thule liderada por Rudolf von Sebottendorf, e pelas publicações do engenheiro antissemita Alfred Brunner que pregava a união da classe operária "numa base nacional alemã".. O DSP desejava conseguir retirar o proletariado alemão do comunismo, o qual se tinha tornado altamente influente na sequência da Revolução Alemã de 1918-1919. Este objectivo fazia DSP semelhante ao Partido dos Trabalhadores Alemães (DAP) em, e à volta de, Munique, e; mais tarde, tornar-se-ia no NSDAP. No entanto, a fusão dos dois partidos não foi bem-sucedida.
Em 24 de novembro de 1919, foi fundada a filial de Nuremberg sob a presidência de Hans Vey e Ludwig Käfer. Outros membros se juntaram ao DSP, entre eles Julius Streicher. Embora ele nunca tenha tido uma função oficial no DSP de Nuremberg, ele rapidamente expandiu sua posição de poder como líder do DSP, sendo ajudado pelo jornal "Deutscher Sozialist" fundado por ele.
Em 1920, o partido (que oficialmente apenas existiu em Nuremberga e em redor da Francónia) foi fundado para todo o Estado Alemão e concorreu às eleições para o Reichstag. No entanto, o partido mostrou-se impopular obtendo apenas 7000 votos. Este resultado levou Julius Streicher, um importante membro do partido, a aliar-se ao chamado Völkische Werkgemeinschaft no Verão de 1921. Porém, o DSP continuou a perder membros e popularidade.
No final de 1922, o Partido Socialista Alemão foi oficialmente dissolvido, e muitos membros seguiram Streicher para o NSDAP.

## LIgações externas
- (em alemão) Siegfried Zelnhefer: Deutschsozialistische Partei (DSP), 1920–1922. Em: Historische Lexikon Bayerns (Stand 17. Januar 2008)